# Tetrastigma rumicispermum
Tetrastigma rumicispermum är en vinväxtart som först beskrevs av Marmaduke Alexander Lawson och fick sitt nu gällande namn av Jules Émile Planchon. 
Tetrastigma rumicispermum ingår i släktet Tetrastigma och familjen vinväxter. Utöver nominatformen finns också underarten T. r. lasiogynum.